# Olovo
Olovo (serbiska: Олово) är en ort i Bosnien och Hercegovina.   Den ligger i entiteten Federationen Bosnien och Hercegovina, i den centrala delen av landet, 40 km nordost om huvudstaden Sarajevo. Olovo ligger 538 meter över havet och antalet invånare är 3 305.
Terrängen runt Olovo är huvudsakligen kuperad. Olovo ligger nere i en dal. Närmaste större samhälle är Kladanj, 14,2 km nordost om Olovo. 
I omgivningarna runt Olovo växer i huvudsak blandskog. Runt Olovo är det ganska tätbefolkat, med 72 invånare per kvadratkilometer.